# هجوم شمال حمص (أبريل–مايو 2018)
أطلقت القوات المسلحة السورية هجوم شمال حمص ضد المعارضة في شمال محافظة حمص وجنوب محافظة حماة في 15 أبريل 2018. جاء ذلك بعد هزيمة قوات المعارضة في الهجوم الحكومي النهائي في الغوطة الشرقية. بعد مفاوضات مع المسؤولين العسكريين السوريين والروس، سلم المعارضة جيب شمال حمص في الثاني من مايو، وتم إجلاء أولئك الذين رفضوا البقاء بالكامل في 16 مايو. بعد ذلك، استعادت الحكومة السورية السيطرة الكاملة على المنطقة.

## الهجوم
في 15 إبريل، شن الجيش العربي السوري هجوماً في جيب المعارضة في شمال حمص بعد أن فشلت جماعات المعارضة في الامتثال لشروط الحكومة في مفاوضات سابقة. استهدف الجيش السوري مواقعهم في الجزء الجنوبي الغربي من منطقة سلمية. في اليوم التالي، تقدم الجيش السوري من قرية سليم التي تم الاستيلاء عليها حديثًا إلى قرية الحمرات القريبة. في 17 أبريل، دعت قوات المتمردين في مدينة الرستن وحولها لعقد اجتماع طارئ مع المفاوضين العسكريين الروس لتنظيم اتفاق تسوية جديد.